# 河畔水库
河畔水库是中国陕西省榆林市靖边县境内的一座水库，位于芦河上，建于1974年。水库正常库容为1230万立方米，集雨面积为60平方千米，海拔为1346.5米。